# Trentepohlia quadrimaculata
Trentepohlia quadrimaculata är en tvåvingeart som beskrevs av Edwards 1931. Trentepohlia quadrimaculata ingår i släktet Trentepohlia och familjen småharkrankar. Inga underarter finns listade i Catalogue of Life.